# پل گسکوین
پل گسکوین (به انگلیسی: Paul Gascoigne؛ زادهٔ ۲۷ مه ۱۹۶۷) بازیکن فوتبال اهل انگلستان است که سابقهٔ بازی در تیم ملی فوتبال انگلستان را در کارنامهٔ خود دارد. وی در تاریخ ۱۷ سپتامبر ۱۹۸۸ نخستین بازی ملی خود را در مقابل تیم ملی فوتبال دانمارک انجام داد و با حضور در ۵۷ بازی ملی، در تاریخ ۲۹ مه ۱۹۹۸ آخرین بازی ملی‌اش را در برابر تیم ملی فوتبال بلژیک برگزار کرد.در بسیاری از رسانه ها از او بعنوان برترین هافبک دهه نود میلادی یاد می‌شود که با شوت های سرکش و تکنیک نابش هر دروازه ای را می گشود‌،اما او هیچ گاه به چیزی که استحقاقش را داشت نرسید.

## زندگی شخصی
پل گاسکوئین چند سالی است به خاطر مصرف بیش از حد مشروبات الکلی دچار بیماری شدید شده‌است.او فوتبالش را در باشگاه نیوکاسل و جوانان این باشگاه آغاز کرد‌.پس از درخشش در تیم پایه،این بازیکن خوش استیل به تیم اصلی نیوکاسل دعوت شد.در اینجا بود که با شوت های سرکش دریبل های معروفش بسیاری از تیم های بزرگ دنیا را خواهان خود کرد.سرانجام پس از حدود ۱۰۰ بازی برای تیم نیوکاسل یونایتد،با وجود اینکه از تیم هایی مثل آرسنال و منچستریونایتد برای او پیشنهاد داده شده بود،اما او به تاتنهام رفت .او در مصاحبه ای با یکی از شبکه های انگلیس میگوید:(فرگوسن با من تماس گرفت.از من پرسید آیا دوست داری در تیم من بازی کنی؟داشتم بال در می آوردم.گفتم:چی فکر کردی؟معلومه که حاضرم بیام.ولی خب تانهام هم بهم پیشنهاد داد.اون تیم محبوب بچگیم بود.پس به این تیم رفتم.بعد از این اتفاق فرگوسن دوباره بهم زنگ زد و با لحن طنز و شوخی طور گفت:چجوری جرئت کردی پیشنهاد منو رد کنی).درخشش او در تاتنهام  آغاز شد .او با گل ها و پاس های که داد نام خودش را در آن روزها در فوتبال انگلیس بر سر زبان ها انداخت.تیم تاتنهام در هنگام بازی او دو جام حذفی و یک نایب قهرمانی را در مسابقات انگلیس بدست آورده بود.پس از آن او به تیم ملی انگلیس برای جام جهانی ۱۹۹۰ دعوت شد اما حذف انگلیس توسط آلمان در این جام جهانی د مرحله نیمه نهایی مسیر فوتبال او را یکبار برای همیشه تغییر داد.پس از نمایش های نسبتا ضعیف پس از جام جهانی او در تاتنهام،او به لاتزیو و سپس گلاسکو اسکاتلند نقل مکان کرد اما هرگز نتوانست آن گسکویین قبلی بشود. 

## حواشی
وی در ماه نوامبر ۲۰۱۸ به اتهام آزار جنسی محکوم شد و در ماه دسامبر ۲۰۱۸ در دادگاه محاکمه شد که طی
حکم دادگاه،از اتهامات وارده تبرئه گردید.